# Fernanda Tavares
Fernanda Tavares (Natal, 22 de septiembre de 1980) es una modelo brasileña.

## Biografía
Como muchas de sus compañeras, el concurso que anualmente organiza la agencia Elite, The Look of the Year, fue la llave que le abrió las puertas de la pasarela y estudios fotográficos. Consiguió ganar en la elección brasileña. Pero el título mundial se le escapó de las manos, aunque ello no supuso ningún fracaso, ya que pronto le empezaron a llover ofertas. Sin embargo, fue durante el año 2000 cuando comenzó a barajarse como una de las tops del momento.
Tiene un rostro muy fotografiado. Esta morena de 1,78 metros de altura ha desfilado para grandes casas de moda, como Chanel, Ungaro, Kenzo, Valentino o Christian Lacroix. La diseñadora Stella McCartney le convirtió en una de las maniquís habituales en los desfiles para la firma Chloé. Quizá sus principales armas sean desfilar con elegancia y unas medidas que huyen del look anoréxico de otras modelos.
Como imagen de marcas, su rostro femenino y su magnetismo frente al objetivo de una cámara le han convertido en protagonista de campañas para Absolout, Mango, Giorgio Armani, Chloé y Atelier Versace. Por su parte, las portadas de revistas como el Vogue español o francés o el Cosmopolitan americano han sido también conquistadas por su belleza racial y latina.
Fuera de la pasarela, su familia es su mayor punto de apoyo. De hecho, a finales de 2000 compró un apartamento en Nueva York donde vive junto a su hermano y su madre. Y es en esta ciudad, donde acostumbra a ejercitar sus dos grandes aficiones: la natación y el jogging.

## Vida privada
Se casó con el actor brasileño Murilo Rosa, el 28 de julio de 2007, en la Iglesia de Nuestra Señora del Rosario. Con Murilo tiene dos hijos, Lucas, nacido el 22 de octubre de 2007, en Río de Janeiro y Arthur nacido en 2012.